# Helminthosporium microsporum
Helminthosporium microsporum är en svampart som beskrevs av K.S. Deshp. & K.B. Deshp. 1970. Helminthosporium microsporum ingår i släktet Helminthosporium och familjen Massarinaceae.   Inga underarter finns listade i Catalogue of Life.